# Diecezja Southwark
Diecezja Southwark (ang. Diocese of Southwark) – diecezja Kościoła Anglii w metropolii Canterbury. Obejmuje część Londynu na południe od Tamizy (z wyjątkiem gmin Bexley i Bromley), a także północną i wschodnią część hrabstwa Surrey. Została erygowana 1 maja 1905 roku. 
Diecezja dzieli się na trzy obszary episkopalne, na czele każdego z nich stoi jeden z biskupów pomocniczych. Każdy z obszarów składa się z dwóch archidiakonatów, one dzielą się na dekanaty, te zaś na parafie. Łącznie w skład diecezji wchodzi 300 parafii, których wierni uczęszczają do 370 świątyń. Najważniejszym kościołem diecezji jest katedra Świętego Zbawiciela i św. Marii, potocznie nazywana katedrą w Southwark (przy należy pamiętać, że w Southwark znajduje się także prawosławna katedra św. Jerzego).

## Biskupi
- Biskup diecezjalny: Christopher Chessun
- Biskupi pomocniczy:
  - Biskup Kinsgton: Richard Cheetham
  - Biskup Woolwich: Michael Ipgrave
  - Biskup Croydon: Jonathan Clark